# Knieperdamm (Stralsund)
Der Knieperdamm in Stralsund verbindet die Prohner Straße mit der Sarnowstraße beim Olof-Palme-Platz. Vom Knieperdamm zweigen die Kleine Parower Straße, die Spielhagenstraße und Große Parower Straße, die Hainholzstraße, die Gustav-Adolf-Straße, Gerhart-Hauptmann-Straße, Friedrich-Engels-Straße und die Straße Rosengarten ab.

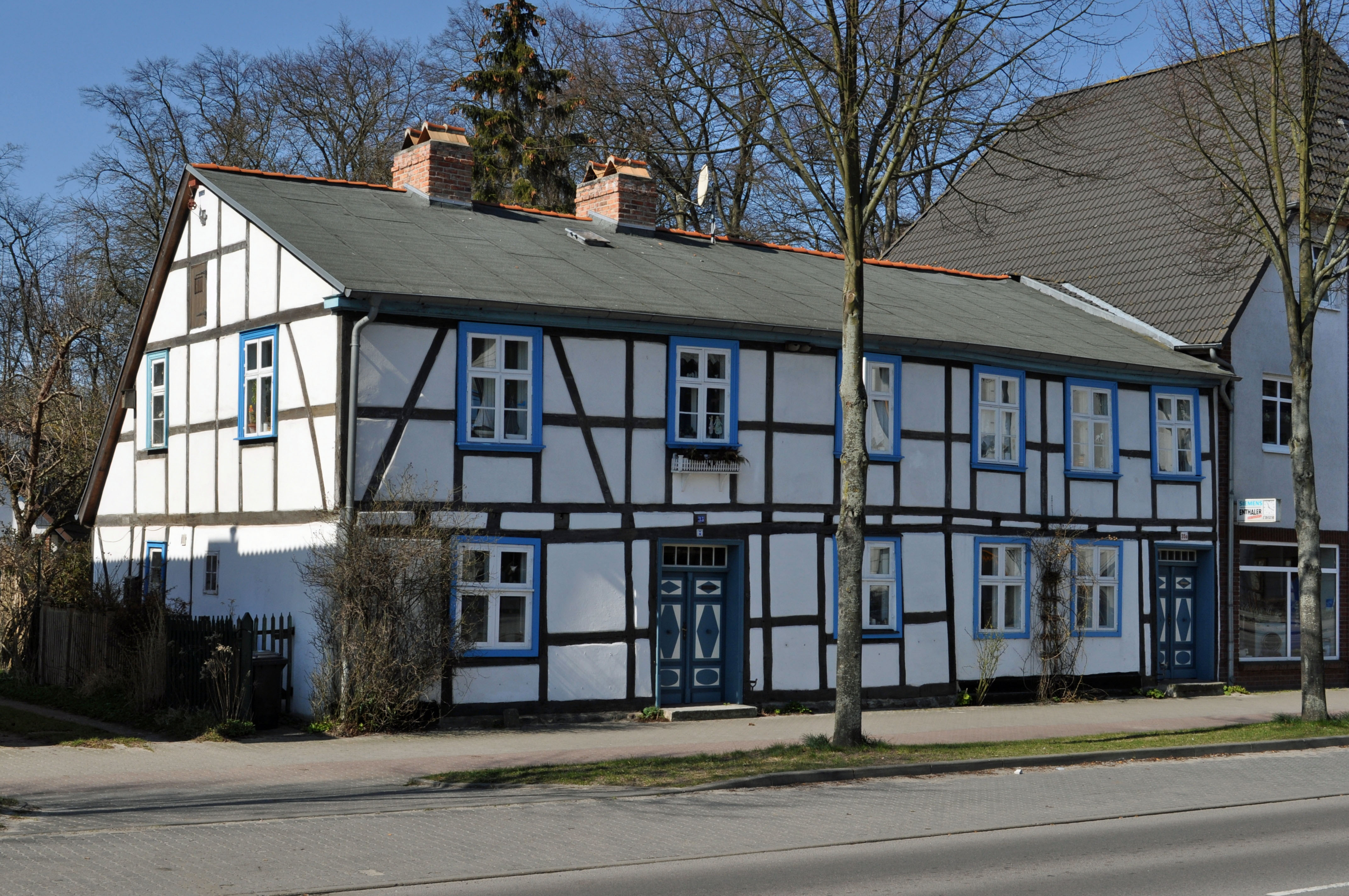
Das Haus Knieperdamm 35, 35 a in Stralsund (2012)

Die im Stadtteil Kniepervorstadt  gelegene Straße verläuft am St.-Jürgen-Friedhof und am Knieperteich vorbei.
Erwähnt wird die Straße, zunächst noch als Sunte Jürgen Damm, erstmals im Jahr 1319. Diesen Namen trug sie, da sie zum ersten Kloster St. Jürgen am Strande führte; der Name ist bis ins 16. Jahrhundert nachweisbar. Der noch heute verwendete Name geht auf eine Stralsunder Familie namens Knieper zurück. Nach ihr sind in Stralsund weitere Straßen, ein Stadttor, ein Teich und Stadtgebiete benannt worden.
Auf dem Grundstück der heutigen Häuser Nr. 2 bis 4 befand sich ein Festungsbauwerk der Stadt. Nach der Entfestung der Stadt im Jahr 1873 wurden auch hier Häuser errichtet.
Einige der Gebäude in der Straße sind in die Liste der Baudenkmale Stralsunds eingetragen und stehen unter Denkmalschutz, nämlich die Wohnhäuser Knieperdamm 1, Knieperdamm 3 a, Knieperdamm 4, Knieperdamm 7, Knieperdamm 8, Knieperdamm 9, Knieperdamm 10, Knieperdamm 18, Knieperdamm 20, Knieperdamm 28, Knieperdamm 32, Knieperdamm 49/50, Knieperdamm 53, Knieperdamm 73/74, Knieperdamm 75, Knieperdamm 77 und Knieperdamm 79/79 a. Das Haus Knieperdamm 5 wurde im Jahr 2017 abgerissen.
Am Knieperdamm lag ein zunächst von der Stralsunder Bürgerressource genutztes Ausflugsgelände, auf dem im Jahr 1958 eine Freilichtbühne errichtet wurde. Die Freilichtbühne wurde in den 1990er Jahren durch ein Seniorenzentrum ersetzt. Teile des Knieperdamms wurden als Rennstrecke beim Bäderrennen genutzt. Ein Bootsverleih bietet die Möglichkeit, auf dem Knieperteich zu fahren.